# Oberfränkisches Feuerwehrmuseum

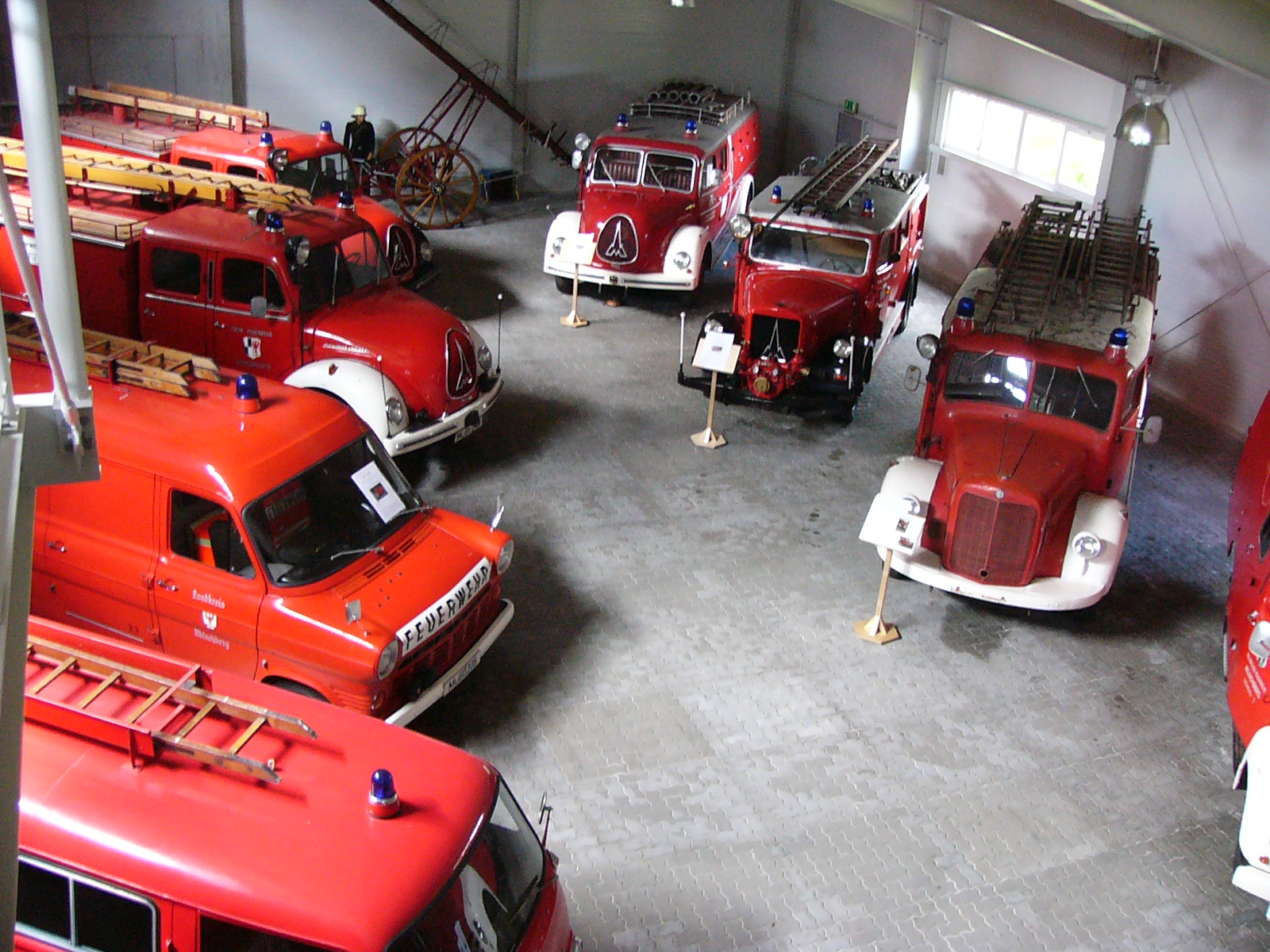
Fahrzeugpark

Das Oberfränkische Feuerwehrmuseum befindet sich auf der Burg Schauenstein in der oberfränkischen Kleinstadt Schauenstein.
Das Feuerwehrmuseum wurde 1988 eingeweiht und stellt auf einer Fläche von 600 Quadratmetern die geschichtliche Entwicklung der Feuerwehr, insbesondere im Landkreis Hof aus, die bis in die Mitte des 19. Jahrhunderts zurückreicht. Neben der technischen Entwicklung des Feuerlöschwesens wird auch auf die Tradition der Wehren eingegangen. Zum Museum gehört ein Maschinenpark und eine Halle für historische Einsatzfahrzeuge unter anderem der Marken Ford, Mercedes-Benz und Magirus-Deutz. Das Museum wird vom Verein Oberfränkisches Feuerwehrmuseum e.V. betreut. Ein museumspädagogisches Konzept zielt auf die Arbeit mit Kindergärten, Schulklassen un Jugendfeuerwehren ab.